# Lieutenant-colonel (États-Unis)
Pour les articles homonymes, voir Lieutenant-colonel.
Lieutenant-colonel est un grade d'officier militaire dans l'United States Army, l'United States Air Force et l'United States Marine Corps. Il est situé entre le grade de major et de colonel.

## Liste de lieutenants-colonels célèbres
- Charity Adams Earley (U.S. Army)

- Robert L. Bacon (U.S. Army)
- Florence Blanchfield (Army Nurses Corps)
- Scott Brown (U.S. Army National Guard)
- Aaron Burr (Continental Army)
- Joshua Chamberlain (U.S. Army)
- Robert G. Cole (U.S. Army)
- Jerry Coleman (United States Marine Corps)
- David P. Cooley (U.S. Air Force)
- Bruce P. "Snake" Crandall (U.S. Army)
- George A. Custer (U.S. Army)
- James Harold "Jimmy" Doolittle (U.S. Air Force)
- Tammy Duckworth (U.S. Army)
- Rick Francona (U.S. Air Force)
- John C. Fremont (U.S. Army)
- Gregory D. Gadson (U.S. Army)
- Virgil I. "Gus" Grissom (U.S. Air Force)
- Iceal Hambleton (U.S. Air Force)
- Alexander Hamilton (Continental Army)
- Anthony B. Herbert (U.S. Army)
- Gus Kohntopp (U.S. Air National Guard)
- John Laurens (Continental Army)
- Michael Mori (U.S. Marine Corps)
- Oliver North (U.S. Marine Corps)
- Ellison S. Onizuka (U.S. Air Force)
- Ralph Peters (U.S. Army)
- Rob Riggle (U.S. Marine Corps)
- Ronald Speirs (U.S. Army)
- Michael Strobl (U.S. Marine Corps)
- William Travis (Texian Army (en))
- Matt Urban (U.S. Army)
- Dick Muri (U.S. Air Force)
- Charles Vanden Bulck (U.S. Army Corps of Engineers - projet Manhattan)
- John Paul Vann (U.S. Army)
- Edward Higgins White (U.S. Air Force)
- Earl Woods (U.S. Army)
- Philip Corso (U.S. Army)
- Vercil Vernon Crouch (U.S. Army)
- Christopher B. Howard (U.S. Air Force)
- Hal Moore (U.S. Army)
- David P. Weber (Maryland Defense Force (en))
- Allen West (U.S. Army)
- Richard Scheuring (U.S. Army)
- John Shimkus (U.S. Army)
- Joni Ernst (Iowa Army National Guard (en))
- John Parker (U.S. Army)
- Tench Tilghman (Continental Army)
- Peter Woods (U.S. Army)